# Tiroliberin
TRH ali tiroliberin ali sproščevalni hormon tirotropina (angleško thyrotropin releasing hormone) je tripeptidni hormon (iz 3 aminokislin: glutamin, histidin in prolin), ki ga izloča hipotalamus. Spremeni se v prohormon histidil-prolin-diketopiperazina in kislega piroglutamilhistidin-prolina, ki delujeta kot hormona.
Na izločanje TRH-ja vplivajo
- različni nevrotransmiterji
- somatostatin
- opioidi
- nizke temperature okolja (vzdražijo ustrezene zunanje mehanoreceptorje)
- stres

Mesta nastajanja
1. hipotalamus: predvsem v paraventrikularnem in sprednjem periventrikularnem jedru; v manjših količinah tudi v drugih področjih hipotalamusa

1. zunaj hipotalamusa v osrednjem živčevju: 70 % vsega TRH v osrednjem živčnem sistemu nastaja zunaj hipotalamusa; predvsem v možganskem deblu, podaljšani hrbtenjači in hrbtenjači

1. zunaj živčnega sistema (ekstranevralni TRH): endokrini pankreas, črevesje, placenta; v moških spolnih organih (testisi, prostata, obmodek, vezikula seminalis) se nahaja TRH-ju podoben peptid ( angl. TRH like peptid)

VLOGE TRH
- posprešuje izločanje TSH v adenohipofizi (najpomembnejša vloga)
- vpliv na izločanje prolaktina
- nevromodulator v možganih
- v pankreasu zaviralno vpliva na izločanje pankreasnega soka, bogatega z encimi